# FC Dornbirn 1913
Maillots
Le FC Dornbirn 1913 est un club de football autrichien basé à Dornbirn.

## Historique
- 1913 : Fondation du club.

## Joueurs notable
- Johann Buzek
- Karl Mai
- Friedrich Rafreider
- Wilfried Domoraud